# Vic Elford
Victor Henry Elford (London, Engleska, 10. lipnja 1935.) je bivši britanski vozač automobilističkih utrka.